# Kolín
Kolín (Duits: Kolin of Köln an der Elbe) is een Tsjechische stad in de regio Midden-Bohemen, en maakt deel uit van het district Kolín.
Kolín telt 30 823 inwoners (2006).
Het station Kolín, het belangrijkste spoorwegstation van de stad, is een groot knooppunt met verbindingen naar onder andere Praag en Pardubice.

## Economie
De industriële productie omvat bedrijven uit de chemische en petrochemische sector, levensmiddelen en grafische industrie, en machinebouw en automobielindustrie.
Sinds februari 2005 staat aan de noordelijke rand van de stad een automobielproductieberdijf van het consortium TPCA (Toyota-Peugeot-Citroën Automobile). Op 19 december 2005 werd de 100.000ste auto gebouwd, en 19 december 2008 de 1.000.000ste. Vrijwel de gehele productie wordt geëxporteerd.

## Sport
Voor het eerst sinds 2002 wordt Kolín in 2014 weer vertegenwoordigd in de Fotbalová národní liga door FK Kolín.

## Geboren in Kolín
- Miloš Zeman (1944), president van Tsjechië (2013-2023) en premier van Tsjechië (1998-2002)